# Arístides Bastidas
Arístides Bastidas è un comune del Venezuela situato nello Stato di Yaracuy.
Il capoluogo del comune è la città di San Pablo.